# Холл, Харви Монро
Харви Монро Холл (англ. Harvey Monroe Hall, 1874—1932) — американский ботаник.

## Биография
Харви Монро Холл родился 29 марта 1874 года в округе Ли штата Иллинойс. Детство Харви проходило в Калифорнии, неподалёку от Риверсайда. В 1898 году Холл поступил в Калифорнийский университет в Беркли. В 1901 году он закончил его со степенью бакалавра, в следующем году стал магистром. Также в 1902 году Холл стал работать в Гербарии университета. В 1906 году он стал доктором философии, а в 1916 году — адъюнкт-профессором. В 1919 году Харви Монро стал работать в вашингтонском Институте Карнеги. Через десять лет он перешёл в Стэнфордский университет, где был основан департамент ботаники Института Карнеги. Также Холл стал профессором Стэнфордского университета. Харви Монро Холл скоропостижно скончался 11 марта 1932 года в Калифорнии после чтения лекции в департаменте ботаники Института Карнеги в Стэнфорде.
Большая часть гербарных образцов растений, собранных Харви Холлом, хранится в гербариях Калифорнийского университета в Беркли (UC) и Института Карнеги в Стэнфорде (CI).

## Роды растений, названные в честь Х. М. Холла
- Halliophytum I.M.Johnst., 1923 [syn.  Tetracoccus Engelm. ex Parry, 1885][1]